# Israel en els Jocs Paralímpics de Londres 2012
La participació d’Israel en els Jocs Paralímpics de Londres va ser la catorzena en l'historial dels Jocs Paralímpics d'Estiu, organitzats pel Comitè Olímpic Internacional el 2012. La representació del Comitè Olímpic d'Israel, va estar integrada per un total de 25 atletes, 18 homes i 7 dones, per competir en nou esports -atletisme, equitació, ciclisme, rem, vela, tir, natació, tennis de taula i tennis en cadira de rodes- entre ells, el sis vegades medallista paralímpic de tir Doron Shaziri.

## Medaller paralímpic
| Medalla | Atleta                        | Esport   | Esdeveniment                                                                     | Data                                   |
| ------- | ----------------------------- | -------- | -------------------------------------------------------------------------------- | -------------------------------------- |
|         | Noam Gershony                 | Tennis   | Tennis - quad                                                                    | 8 de setembre                          |
|         | Doron Shaziri                 | Tir      | Rifle 50 metres 3 posicions SH1                                                  | 5 de setembre                          |
|         | Koby Lion                     | Ciclisme | Carretera Contrarellotge H1                                                      | 5 de setembre                          |

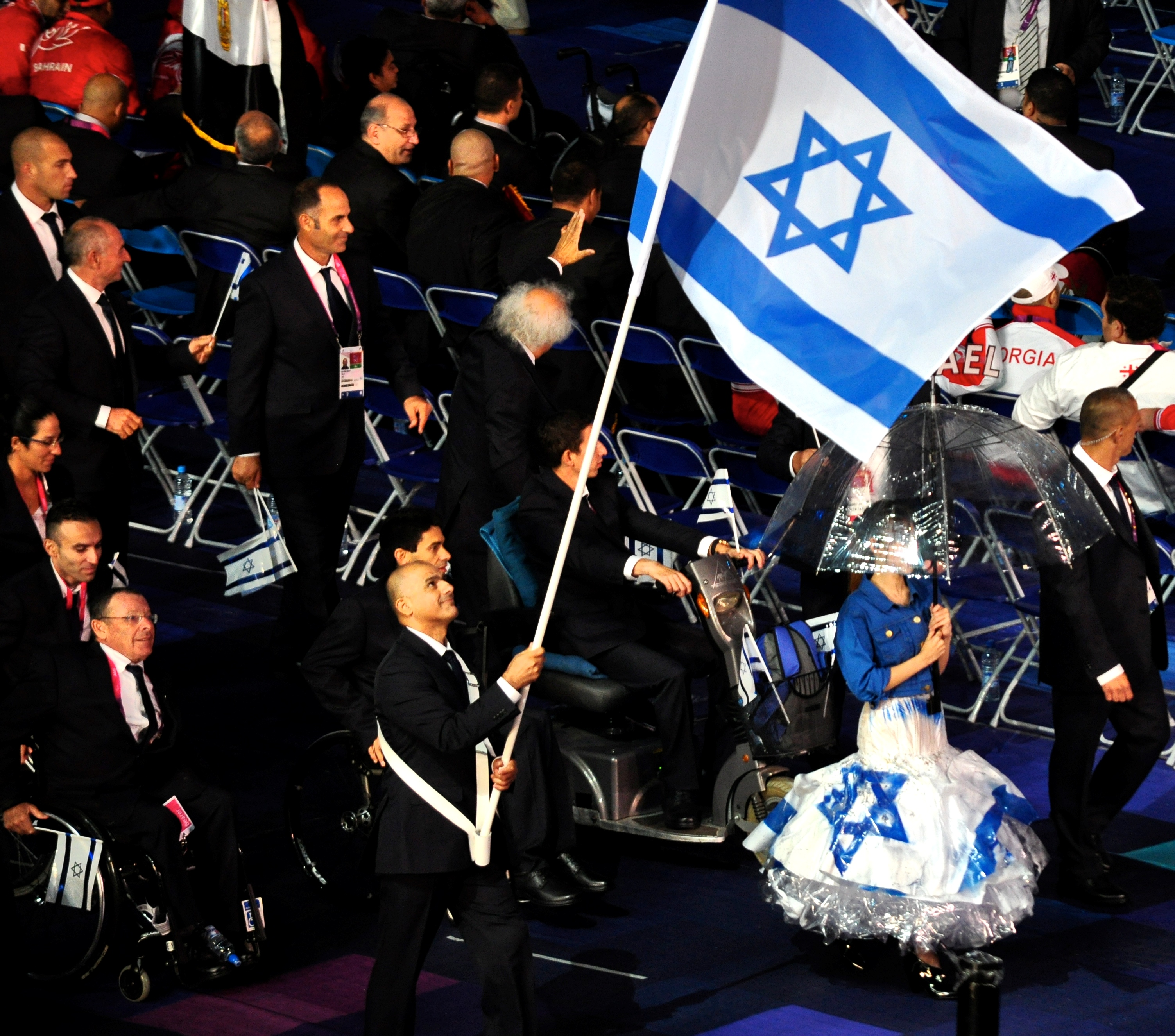
Delegació d'Israel en els Jocs Paralímpics de Londres 2012.

| 3       | Inbal Pezaro                  | Natació  | 50m Estilo lliure S5 - Femení200m Estilo lliure S5 - Femení Estil lliure 100m S5 | 30 d'agost 1 de setembre 8 de setembre |
|         | Yitzhak Mamistvalov           | Natació  | 200m Estilo lliure S2 - Masculí                                                  | 1 de setembre                          |
|         | Noam Gershony Shraga Weinberg | Tennis   | Dobles                                                                           | 5 de setembre                          |

## Atletisme
Masculí
| Atleta       | Esdeveniments | Final    | Final   |
| Atleta       | Esdeveniments | Temps    | Posició |
| ------------ | ------------- | -------- | ------- |
| Gadi Yarkoni | Maraton – T12 | 30:01.51 | 13è     |

## Ciclisme

### Ruta

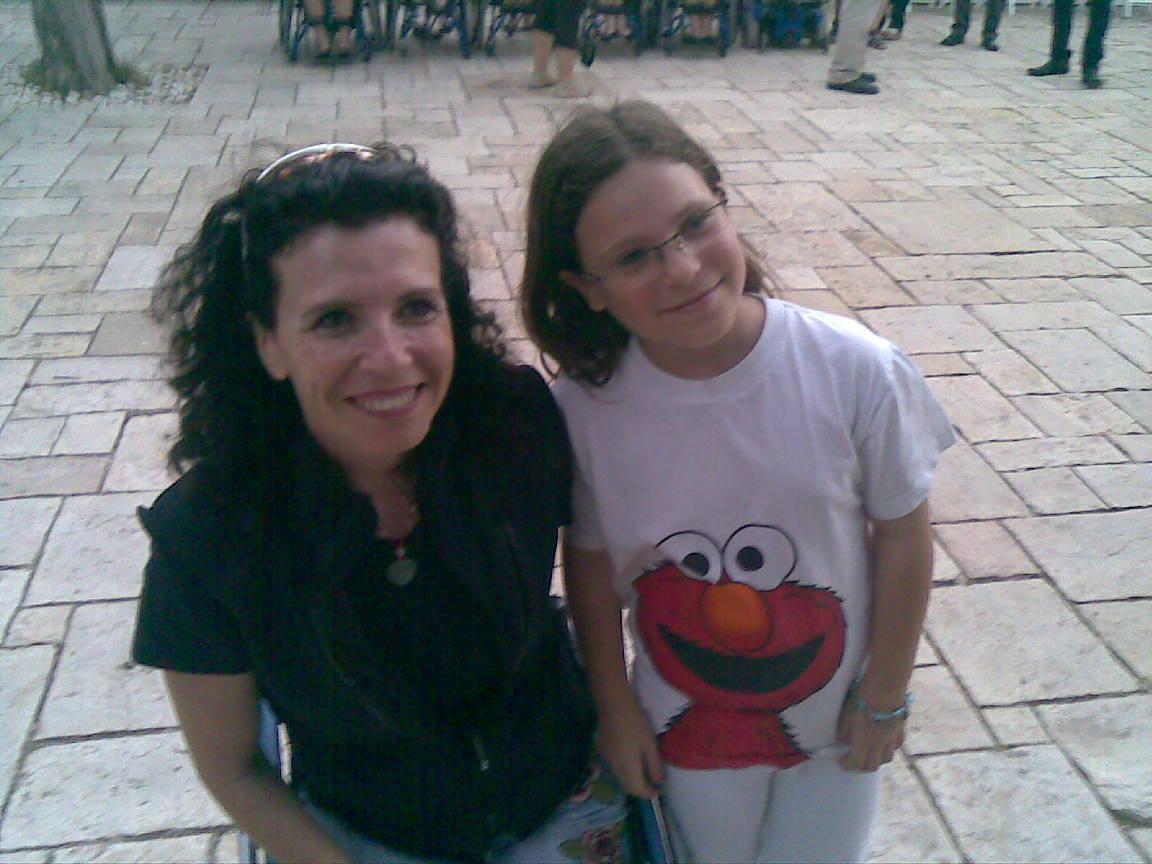
Pascale Bercovitch

Masculí
| Atleta       | Esdeveniment                | Temps    | Posició |
| ------------ | --------------------------- | -------- | ------- |
| Koby Lion    | Carrera en ruta H1          | LAP      | LAP     |
| Koby Lion    | Carretera Contrarellotge H1 | 35:53.30 |         |
| Nati Groberg | Carrera en ruta H4          | 2:11.58  | 9è      |
| Nati Groberg | Carretera Contrarellotge H4 | 27:30.04 | 7è      |

Femení
| Atleta             | Esdeveniment                | Temps    | Posició |
| ------------------ | --------------------------- | -------- | ------- |
| Pascale Bercovitch | Carrera en ruta H4          | LAP      | LAP     |
| Pascale Bercovitch | Carretera Contrarellotge H4 | 38:49.22 | 6è      |

Mixt
| Atleta                                  | Esdeveniment    | Temps | Posició |
| --------------------------------------- | --------------- | ----- | ------- |
| Koby LionNati GrobergPascale Bercovitch | Team Relay H1-4 | LAP   | LAP     |

## Equitació
| Atleta          | Cavall  | Esdeveniment                  | Total  | Total   |
| Atleta          | Cavall  | Esdeveniment                  | Punts  | Posició |
| --------------- | ------- | ----------------------------- | ------ | ------- |
| Yonatan Dresler | Ubelisk | Campionat individual - III    | 65.333 | 10è     |
| Yonatan Dresler | Ubelisk | Estil lliure individual - III | 60.250 | 11è     |

## Rem

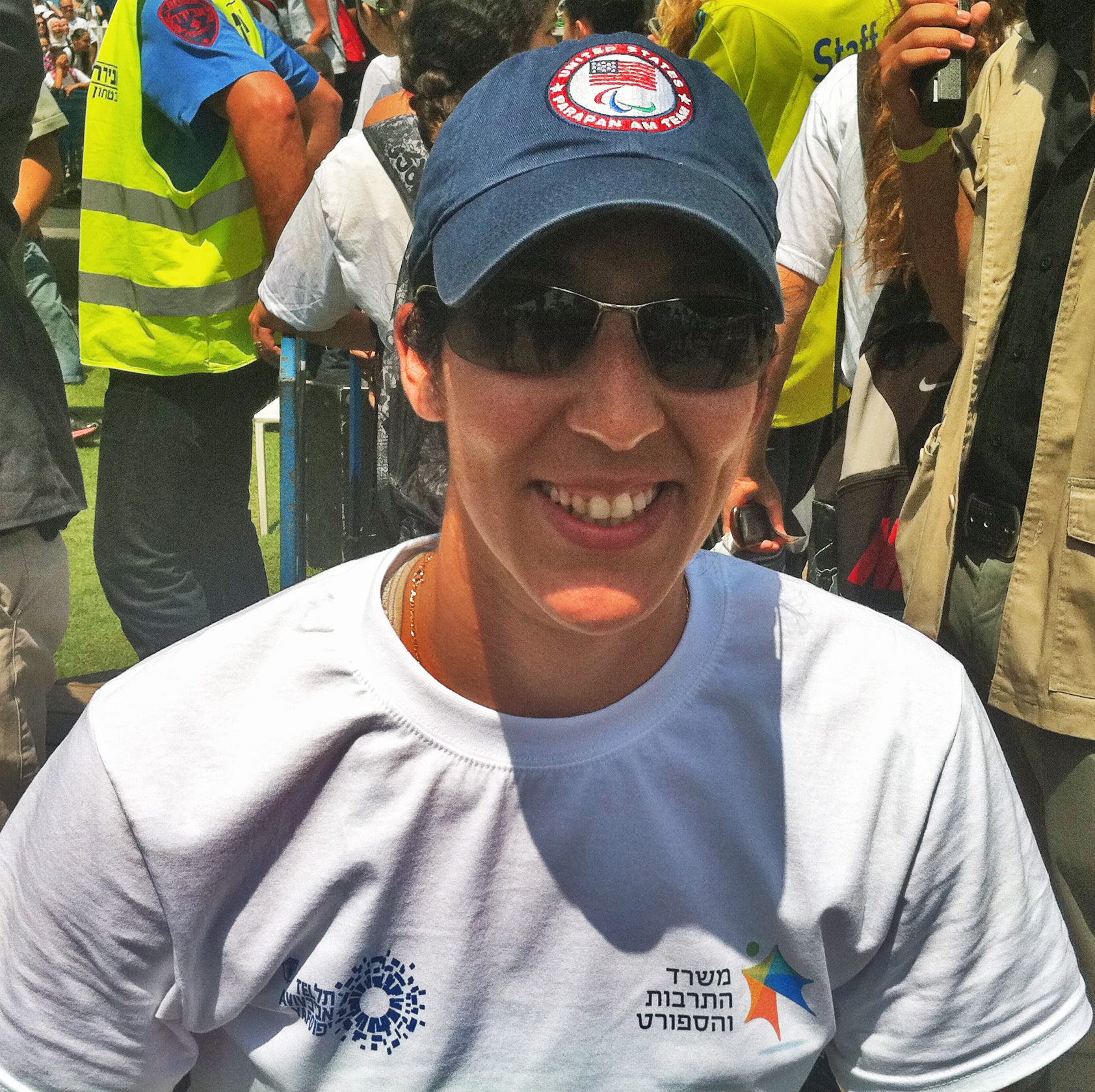
Habiten Samuel

| Atleta                      | Esdeveniment                | Eliminatòria | Eliminatòria | Repesca | Repesca    | Final   | Final   |
| Atleta                      | Esdeveniment                | Temps        | Posició      | Temps   | Posició    | Temps   | Posició |
| --------------------------- | --------------------------- | ------------ | ------------ | ------- | ---------- | ------- | ------- |
| Habiten Samuel              | Espadella individual femení | 5:45.47      | 3o R         | 5:44.78 | 3o C       | 5:48.67 | 5o      |
| Reuven MagnageyOlga Sokolov | Espadella doble mixt        | 4:18.45      | 6o R         | 4:20.20 | 8o Final B | 4:14.90 | 9o      |

R= Repesca C= Classificat

## Vela
| Atleta                             | Esdeveniment | Regata | Regata | Regata | Regata | Regata | Regata | Regata | Regata | Regata | Regata | Regata | Punts | Posició |
| Atleta                             | Esdeveniment | 1      | 2      | 3      | 4      | 5      | 6      | 7      | 8      | 9      | 10     | 11     | Punts | Posició |
| ---------------------------------- | ------------ | ------ | ------ | ------ | ------ | ------ | ------ | ------ | ------ | ------ | ------ | ------ | ----- | ------- |
| Shimon Ben YakovHagar Zehavi       | SKUD 18      | 6      | 7      | 7      | 5      | (12)   | 6      | 5      | 8      | 4      | 6      | 64     | 6     |         |
| Dror CohenArnon EfratiBenny Vexler | Sonar        | 9      | (13)   | 4      | 10     | 13     | 11     | 4      | 6      | 7      | 7      | 68     | 9     |         |

Nota: Es sumen els millors nou resultats de les onze regates.

## Tir
Masculí
| Atleta        | Esdeveniment              | Classificació | Classificació | Final  | Final   |
| Atleta        | Esdeveniment              | Punts         | Posició       | Punts  | Posició |
| ------------- | ------------------------- | ------------- | ------------- | ------ | ------- |
| Doron Shaziri | Rifle 50m 3 Posicions SH1 | 1157          | 1o C          | 1252.4 |         |
| Doron Shaziri | Rifle 50m tendit mixt SH1 | 589           | 4o C          | 691.8  | 6o      |

## Natació

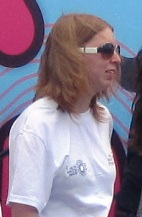
Inbal Schwartz

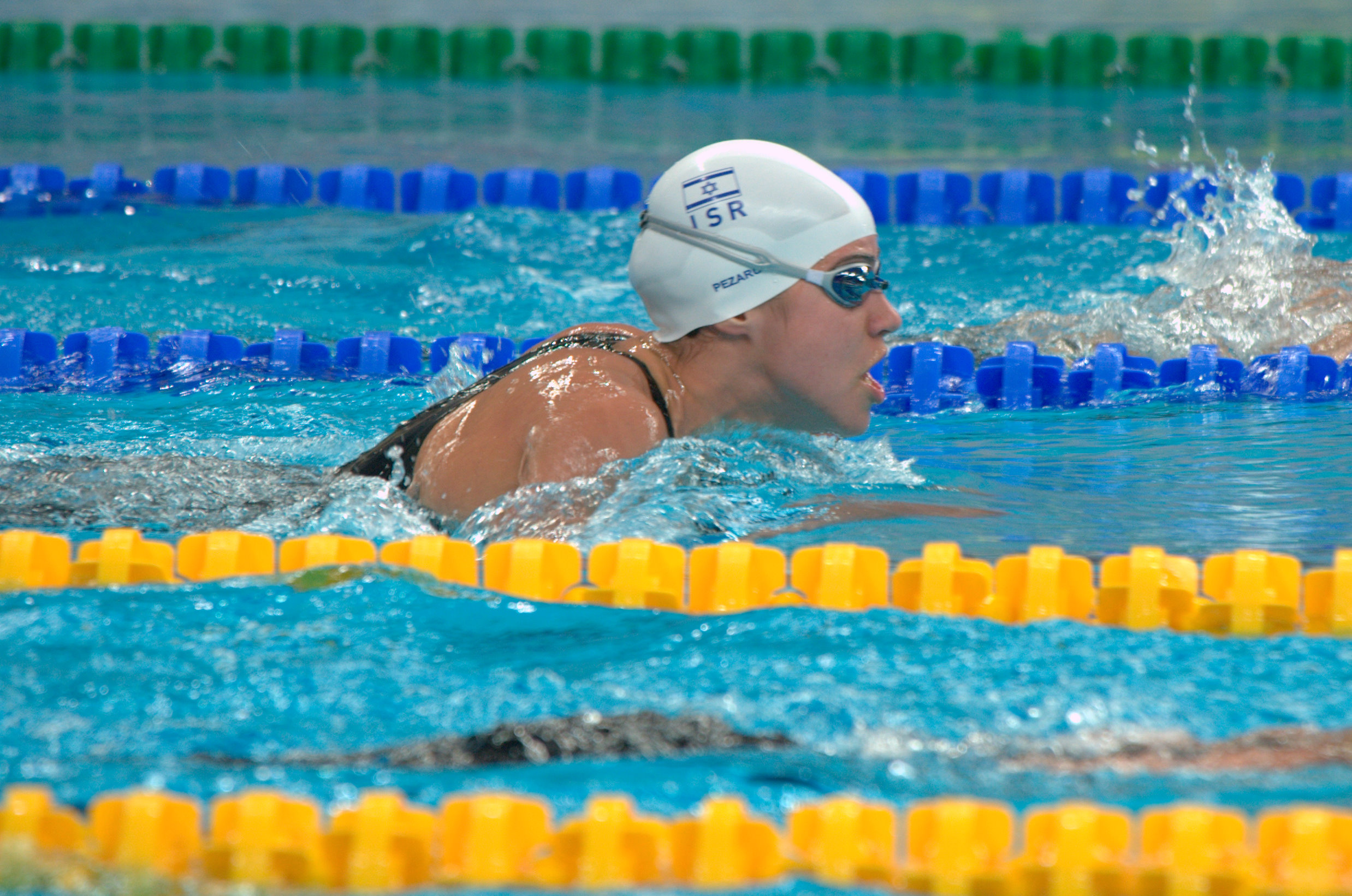
Inbal Pezaro.

Masculí
| Atleta              | Esdeveniments          | Eliminatòria | Eliminatòria | Final         | Final         |
| Atleta              | Esdeveniments          | Temps        | Posició      | Temps         | Posició       |
| ------------------- | ---------------------- | ------------ | ------------ | ------------- | ------------- |
| Yitzhak Mamistvalov | Estil lliure 50m S2    | 1:08.73      | 7 C          | 1:07.94       | 6o            |
| Yitzhak Mamistvalov | Estil lliure 100m S2   | 2:26.55      | 5 C          | 2:25.60       | 6o            |
| Yitzhak Mamistvalov | Estil lliure 200m S2   | 4:58.53      |              |               |               |
| Iad Josef Shalabi   | Estil lliure 50m S2    | 1:07.52      | 4o C         | 1:07.07       | 5o            |
| Iad Josef Shalabi   | Estil lliure 100m S2   | 2:25.55      | 4o C         | 2:24.73       | 5o            |
| Iad Josef Shalabi   | Estil lliure 200m S2   | 4:58.54      | 4o           |               |               |
| Iad Josef Shalabi   | Estilo esquena 50m S2  | 1:08.37      | 5o           | 1:08.97       | 6o            |
| Yoav Valinsky       | Estil lliure 100m S6   | 1:14.65      | 14o          | No va avançar | No va avançar |
| Yoav Valinsky       | Estilo esquena 100m S6 | 1:34.12      | 11o          | No va avançar | No va avançar |
| Yoav Valinsky       | Estilo pit 100m SB6    | 1:34.31      | 9o           | No va avançar | No va avançar |
| Yoav Valinsky       | Estil Medley 200m SM6  | 3:03.88      | 11o          | No va avançar | No va avançar |

Femení
| Atleta                | Esdeveniments           | Eliminatòria | Eliminatòria | Final         | Final         |
| Atleta                | Esdeveniments           | Temps        | Posició      | Temps         | Posició       |
| --------------------- | ----------------------- | ------------ | ------------ | ------------- | ------------- |
| Inbal Pezaro          | Estil lliure 50m S5     | 39.74        | 5è C         | 37.89         |               |
| Inbal Pezaro          | Estil lliure 100m S5    | 1:25.91      | 5è C         | 1:22.56       |               |
| Inbal Pezaro          | Estil lliure 200m S5    | 2:57.14      | 2n C         | 2:56.11       |               |
| Inbal Pezaro          | Estilo esquena 100m SB4 | 1:57.95      | 4t C         | 1:56.73       | 4o            |
| Inbal Ganapol Shwartz | Estil lliure 50m S6     | 39.02        | 13è          | No va avançar | No va avançar |
| Inbal Ganapol Shwartz | Estil lliure 100m S6    | 1:31.62      | 16è          | No va avançar | No va avançar |
| Inbal Ganapol Shwartz | Estilo esquena 100m S6  | 1:44.43      | 12è          | No va avançar | No va avançar |
| Inbal Ganapol Shwartz | Estilo papallona 50m S6 | 39.26        | 3è C         | 39.89         | 5 o           |
| Erel Halevi           | Estil lliure 50m S7     | 38.30        | 12è          | No va avançar | No va avançar |
| Erel Halevi           | Estil lliure 100m S7    | 1:19.71      | 10è          | No va avançar | No va avançar |
| Erel Halevi           | Estil lliure 400m S7    | 5:48.43      | 9è           | No va avançar | No va avançar |

C= Classificat.

## Tennis de taula

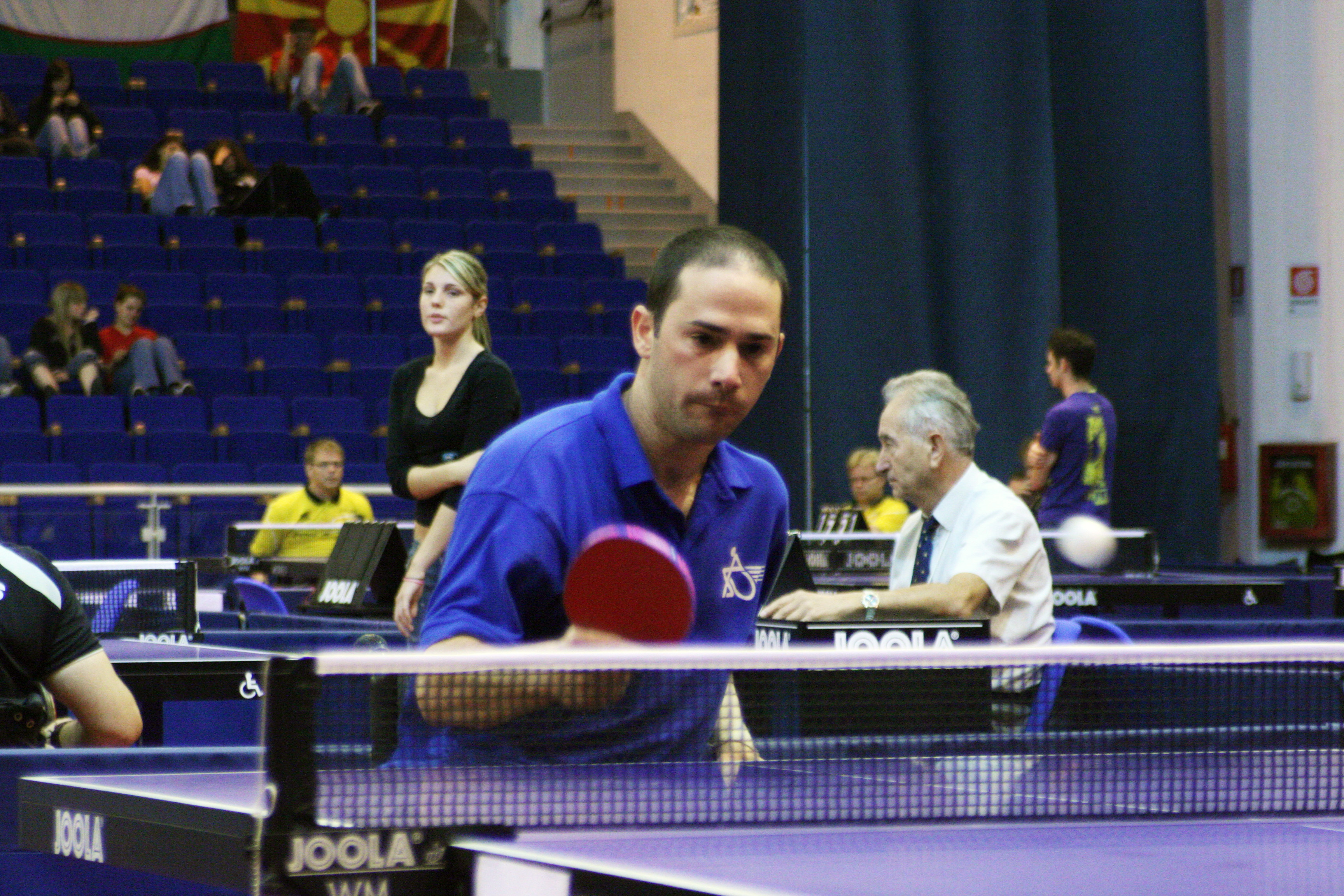
Liran Geva

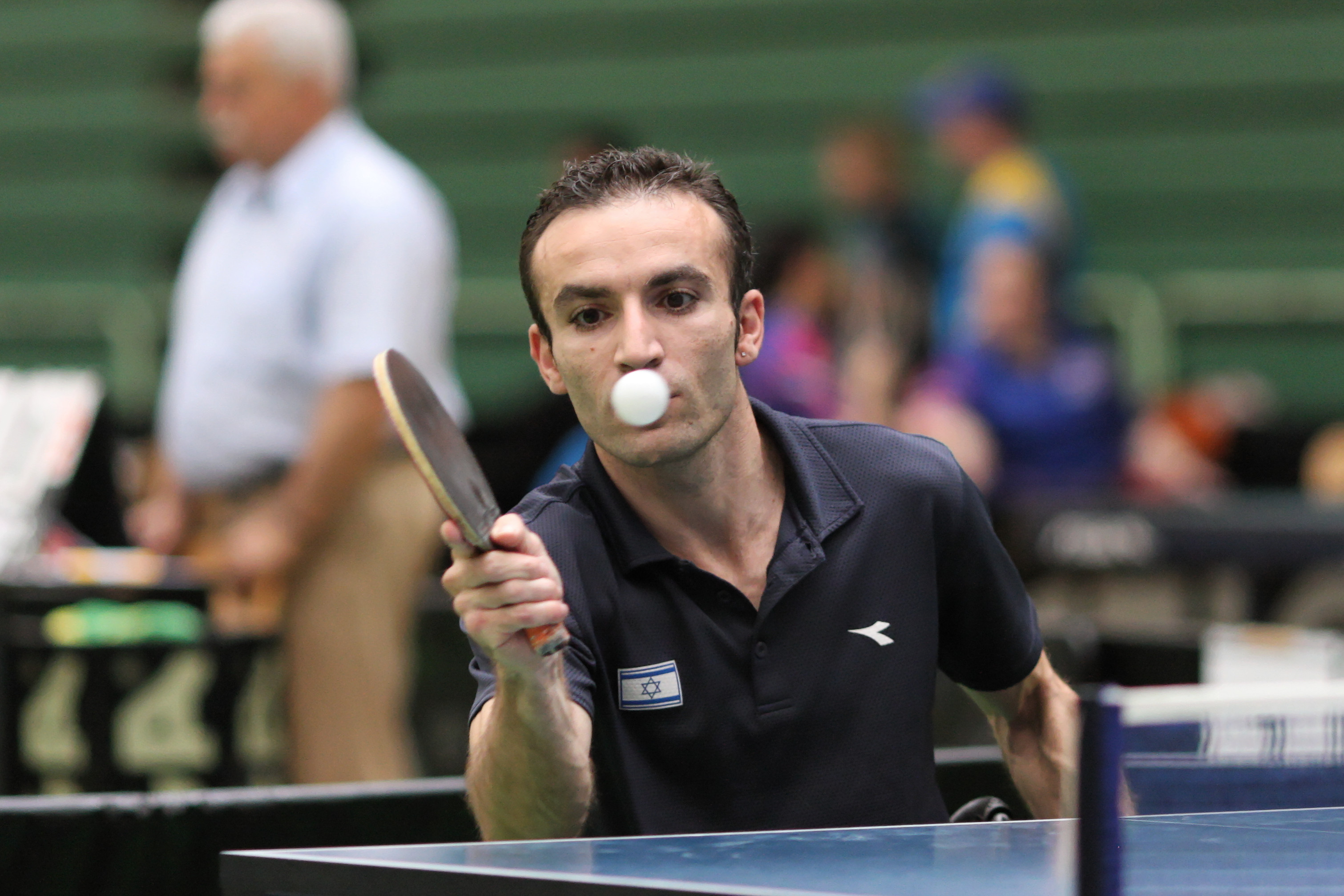
Shay Siada

| Atleta               | Esdeveniment            | Grup                                     | Grup                                      | Grup    | Eliminatòria                           | Cuartosde final | Semifinal     | Final         | Final         |
| Atleta               | Esdeveniment            | Adversari Resultat                       | Adversari Resultat                        | Posició | Adversari Resultat                     | AdvRes          | AdvRes        | AdvRes        | Pos           |
| -------------------- | ----------------------- | ---------------------------------------- | ----------------------------------------- | ------- | -------------------------------------- | --------------- | ------------- | ------------- | ------------- |
| Liran Geva           | Masculí Individual - C3 | Gabriel Copola (ARG)P 4-11 ; 4-11 ; 8-11 | Florian Merrien (FRA) P 11-1 ; 11-6       | 3r      | N/A                                    | No va avançar   | No va avançar | No va avançar | No va avançar |
| Shay Siada           | Masculí Individual - C4 | Il Sang Choi (KOR)P 6-11 ; 8-11 ; 6-11   | Salvatore Caci (ITA)G 11-4 ; 11-7 ; 13-11 | 2n      | N/A                                    | No va avançar   | No va avançar | No va avançar | No va avançar |
| Liran GevaShay Siada | Equip C4-5              | N/A                                      | N/A                                       | N/A     | Aira Savant, Emeric Martin (FRA) P 0-3 | No va avançar   | No va avançar | No va avançar | No va avançar |

G= Va guanyar
P= Va perdre

## Tennis

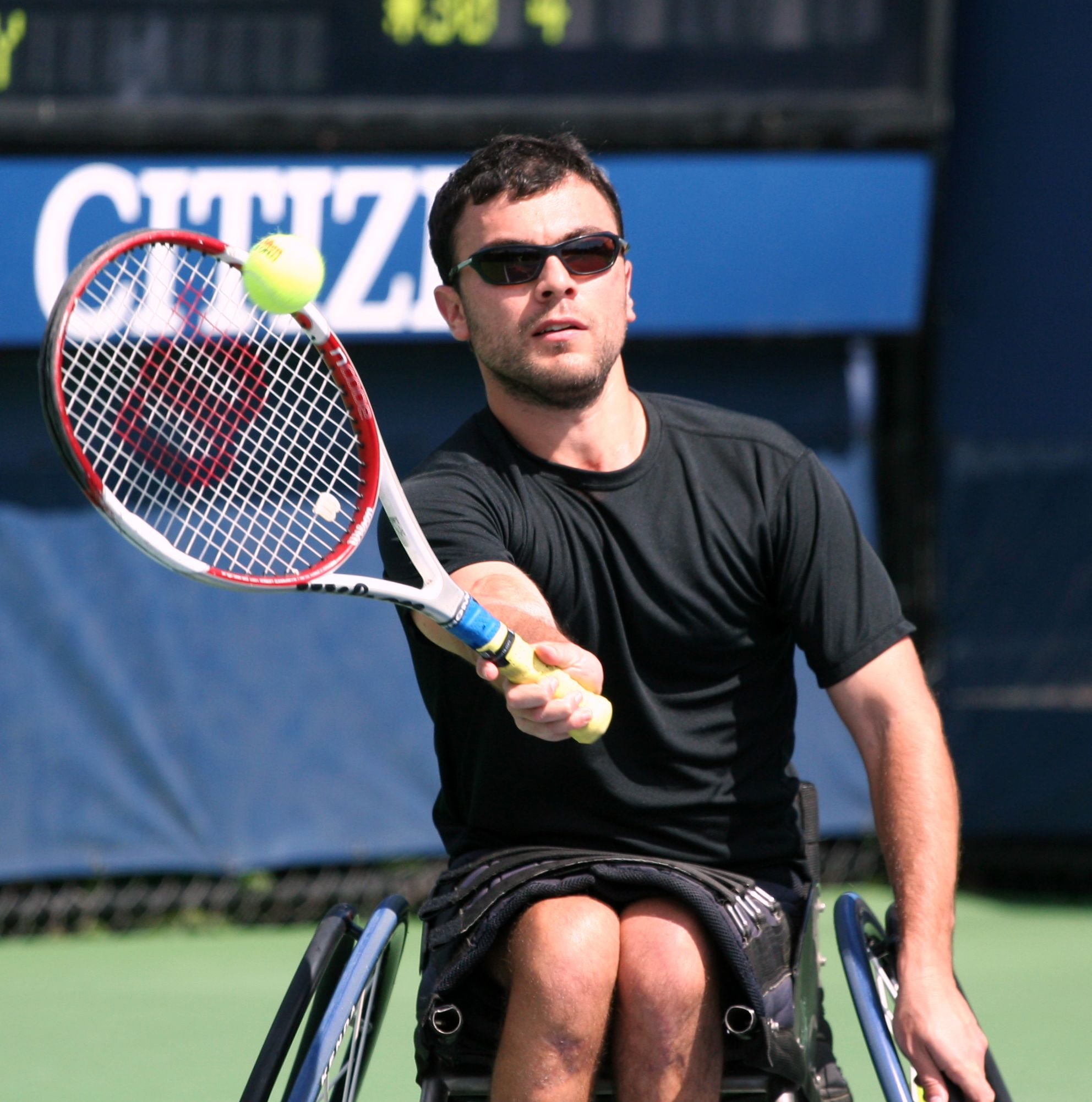
Noam Gershony.

Masculí
| Atleta                       | Esdeveniment | Primera ronda                  | Quarts de final               | Semifinal                          | Medalla de bronze             | Final               | Final         |
| Atleta                       | Esdeveniment | Adversari Resultat             | Adversari Resultat            | AdversarioResultado                | AdversarioResultado           | AdversarioResultado | Posició       |
| ---------------------------- | ------------ | ------------------------------ | ----------------------------- | ---------------------------------- | ----------------------------- | ------------------- | ------------- |
| Noam Gershony                | Individual   | Burdekin (GBR) G 3-6, 6-3, 6-3 | Barten (USA) G 6-1, 6-1       | Shraga Weinberg (ISR) G 6-0, 6-0   | David Wagner (USA) G 6-3, 6-1 |                     |               |
| Boaz Kramer                  | Individual   | Polidori (USA) G 6-3, 6-2      | Wagner (USA) P 3-6, 0-6       | No va avançar                      | No va avançar                 | No va avançar       | No va avançar |
| Shraga Weinberg              | Individual   | Jonsson (SWE) G 6-1, 6-2       | Norfolk (GBR) G 3-6, 7-5, 6-0 | Noam Gershony (ISR) P 0-6, 0-6     |                               |                     |               |
| Noam GershonyShraga Weinberg | Dobles       | Hard, Jonsson (SWE) G 6-1, 6-4 | Taylor,Wagner (USA)P 3-6, 6-7 | Kawano , Moroishi (JPN) G 6-3, 6-1 |                               |                     |               |